# Gamestar
 (août 2020).
 (août 2020).
Gamestar, fondé en 2002 en Chine comme un développeur indépendant, est un studio de développement de jeux vidéo sur consoles modernes et ordinateur. Il fait désormais partie de Disney Interactive Studios.
Le studio comprend deux sites, un à Shanghai et l'autre à Wuhan.
La société a été rachetée le 7 avril 2008 par Disney Interactive Studios.